# TBCニュースの森
『TBCニュースの森』（ティービーシー ニュースのもり）は、1990年4月2日から1994年10月14日まで東北放送テレビで放送された夕方のローカルワイドニュース番組である（『JNNニュースの森』の宮城県ローカルパート。『JNNニュースの森 TBC』（この番組内での第1期放送シリーズ群）とも放送上別表記されていた。同枠第2期シリーズ群とは別に。なお、記事便宜上『TBCニュースの森』は、『JNNニュースの森 TBC』の第1期放映群シリーズの名称としておく）。

## 放送時間
- 月曜 - 金曜 18:30 - 19:00（JST、1990年4月2日 - 1994年10月14日）

## 司会者

### メインキャスター
- 鈴木俊光（1990年4月2日 - 1992年10月2日）
- 高橋厚（1992年10月5日 - 1994年10月14日）

### サブキャスター
- 郡和子
- 中野文恵